# Guthirt (Zürich-Wipkingen)

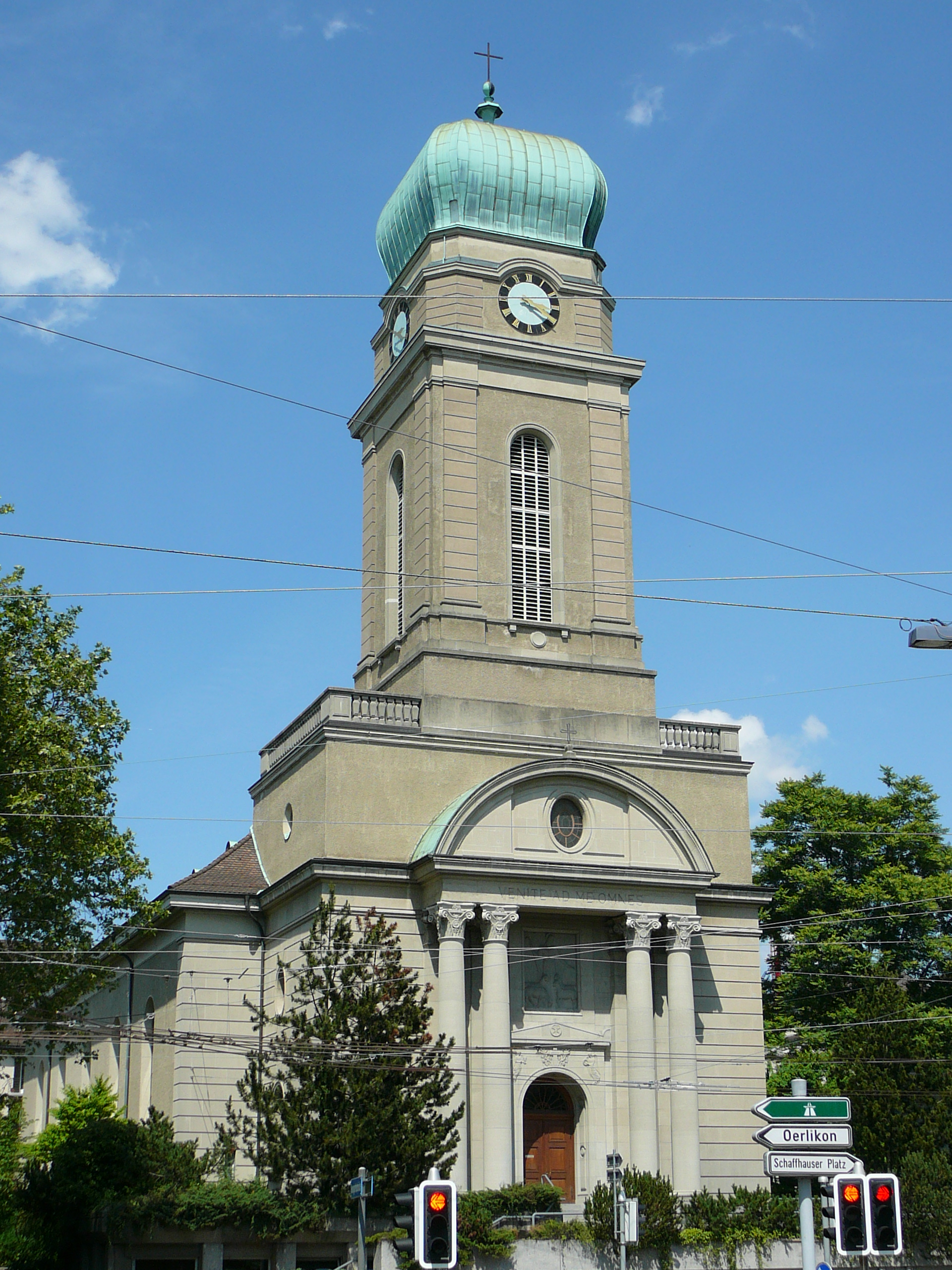
Kirche Guthirt, Ansicht von Südwesten

Die Kirche Guthirt ist die römisch-katholische Pfarrkirche des Zürcher Stadtteils Wipkingen.

## Geschichte

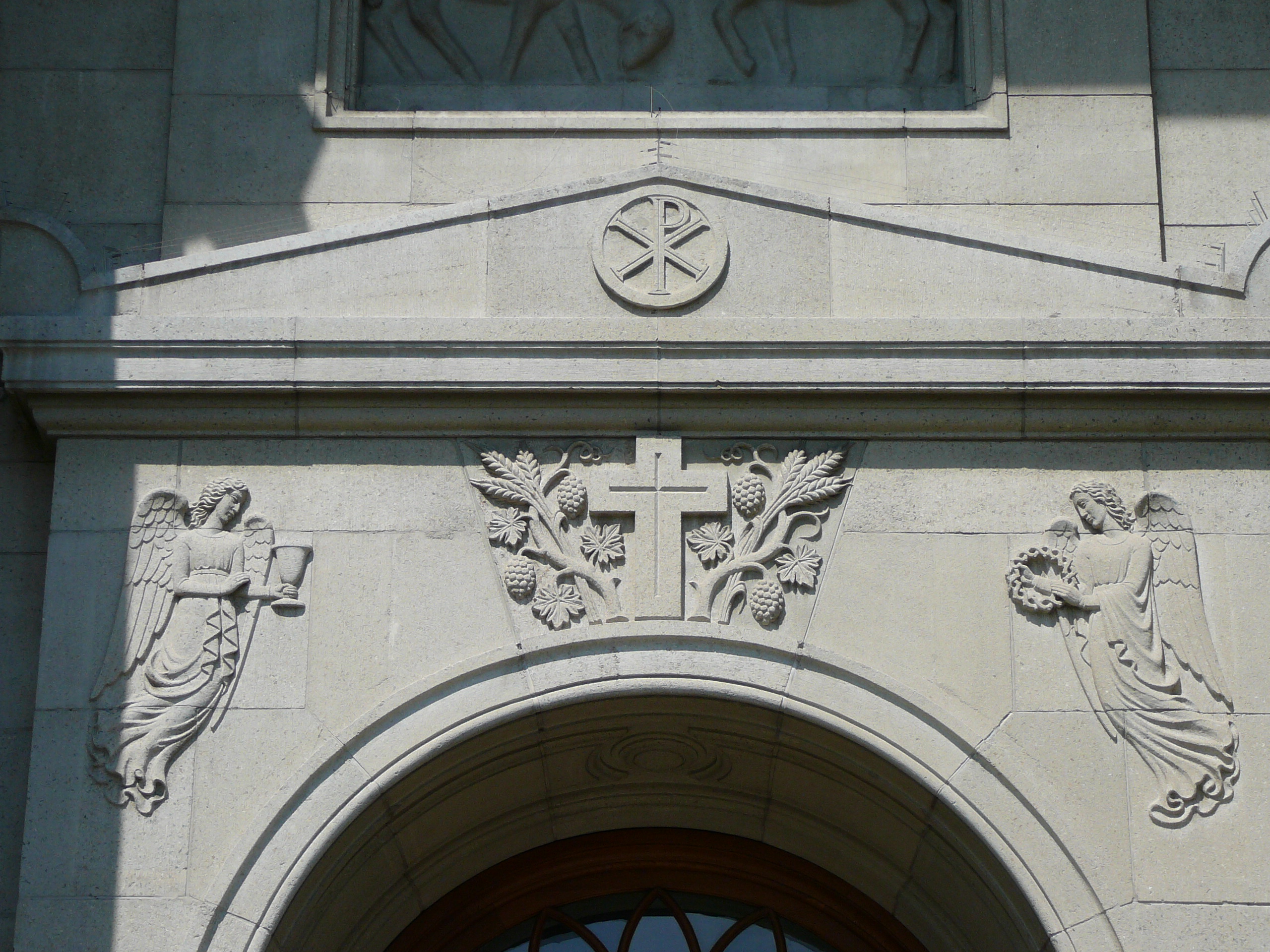
Detail über dem Hauptportal

Die Kirche Guthirt wurde in den Jahren 1922/1923 als achte katholische Kirche nach der Reformation in der Stadt Zürich durch den Architekten und späteren Stadtrat Anton Higi (1885–1951) erbaut. Guthirt war die erste Kirche in einer Reihe von weiteren Kirchbauten dieses Architekten. Am 7. Oktober 1923, nur eineinhalb Jahre nach der Grundsteinlegung, fand die Einsegnung der Kirche durch den Churer Bischof Georg Schmid von Grüneck statt. Die relativ kurze Bauzeit erklärt sich durch den Umstand, dass ein „Hilfsprogramm zur Beschäftigung von Arbeitern“ der Stadt Zürich in Zeiten hoher Arbeitslosigkeit für dieses grosse Bauprojekt hinzugezogen werden konnte. Die Kooperation mit der Stadt machte den Bau der Kirche für den katholischen Kirchenbauverein auch finanziell tragbar.
Guthirt ist eine Tochterpfarrei der Liebfrauenkirche und wurde per Dekret am 11. November 1933 von Bischof Laurenz Matthias Vincenz zur eigenständigen Pfarrei erhoben. Im selben Jahr wurde das Pfarrhaus erbaut.
Im benachbarten Höngg gründete die Pfarrei Guthirt die Tochterpfarrei Heilig Geist. Auf dem Baugrund an der Brunnwiesenstrasse wurde die erste Heilig-Geist-Kirche nach Plänen von Karl Strobel, der auch die Kirche Erlöser in Riesbach entworfen hatte, gebaut. Die Kirche Heilig Geist wurde am 6. Oktober 1940 eingesegnet. Der Churer Bischof Christian Caminada erhob Heilig Geist per Dekret vom 20. November 1942 zu einer eigenständigen Pfarrei und trennte sie von Guthirt ab.
Neben der Kirche Guthirt und dem Pfarrhaus befand sich das Haus Neuhof, in dem sich vor dem Bau der heutigen Kirche eine Notkirche sowie weitere Räumlichkeiten befunden hatten. Das für die wachsende Pfarrei zu eng gewordene Haus wurde 1961 samt der alten Sakristei abgerissen und durch das Pfarreihaus genannte Pfarreizentrum von Architekt Karl Higi, dem Sohn des Erbauers der Kirche, ersetzt. Dieser Bau bildet zusammen mit dem Pfarrhaus und der Kirche einen Innenhof, der sich auf der südöstlichen Seite der Kirche befindet. In den Jahren 2006/2007 wurde das Pfarreizentrum durch den Architekten Richard Späh umgebaut und der Verbindungstrakt zwischen Pfarreizentrum und Pfarrhaus durch einen Neubau für das Pfarrbüro ersetzt.
In den Jahren 1976/1977 wurde die Kirche nach Plänen von Architekt Rudolf Mathys saniert und neu gestaltet. Um weitere Räume zu gewinnen, wurde hierbei die Treppe vor dem Hauptportal durch einen niedrigen Betonbau ersetzt, der unter der Treppe Räume für Vereine und den Religionsunterricht enthält. In den Jahren 2018 bis 2019 wurde die Kirche durch Schäublin Architekten in Zusammenarbeit mit der städtischen Denkmalpflege umfassend saniert.
Mit ihren 4'026 Mitgliedern (Stand 2021) ist Guthirt eine der mittelgrossen römisch-katholischen Kirchgemeinden der Stadt Zürich.

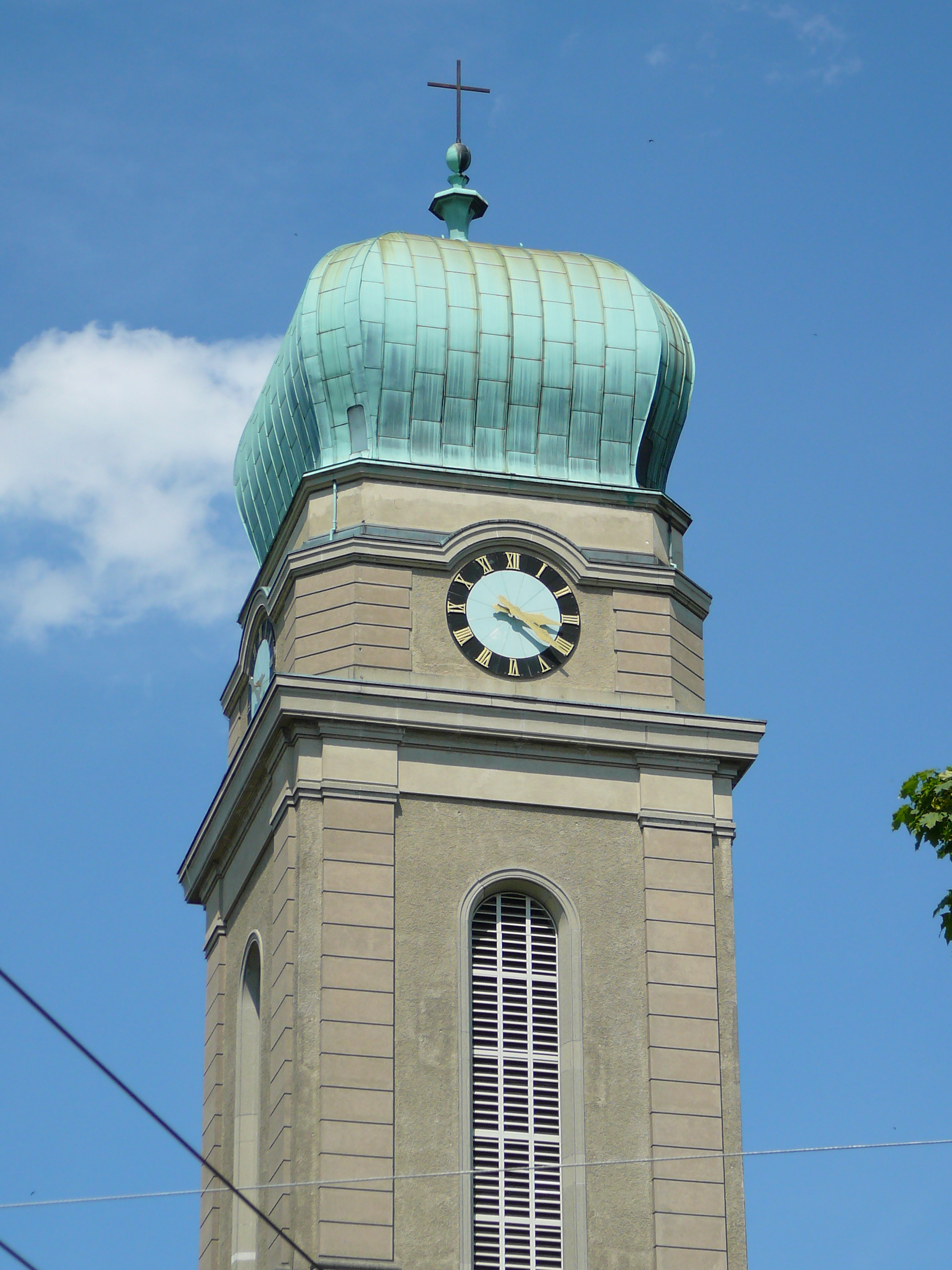
Der Kirchturm

## Baubeschrieb

### Kirchturm und Glocken

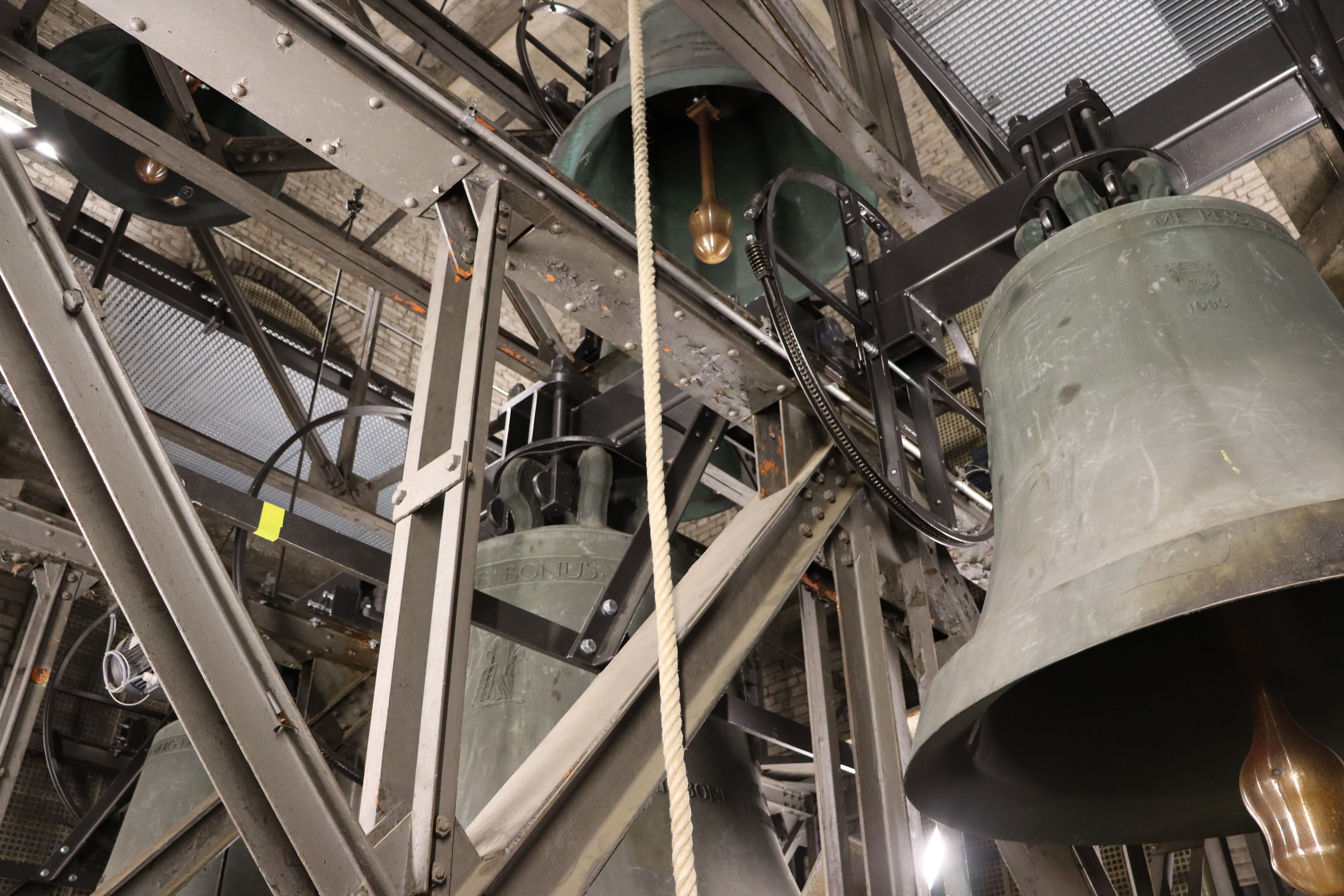
Glocken

Die Kirche Guthirt steht mit der Turmfassade bergseitig an der Nordstrasse. Bis zum Anbau der Sakristei 1961 und den Unterrichtsräumen unterhalb des Kirchturms 1976 bis 1977 war die Kirche freistehend. Der Kirchturm, der über dem Hauptportal erbaut wurde, bestimmt das Äussere des Gotteshauses. Eine breite Treppe führt zum Kirchportal hinauf, über dem ein Relief Jesus als den Guten Hirten darstellt. Dieses Relief wurde 1930 vom Bildhauer Alphons Friedrich Magg (1891–1967) geschaffen. Der Portalvorbau mit den vier Säulen und den entsprechenden an der Fassade anliegenden Doppelpilastern wurde samt den Kapitellen und den Medaillons von Otto Münch Zürich, gestaltet.
Am 2. Juni 1933 wurden die sechs Bronzeglocken von H. Rüetschi, Aarau, gegossen. Bischof Laurenz Matthias Vincenz weihte das Geläut am 25. Juni 1933.
| Glocke | Gewicht | Ton  | Widmung     | Inschrift |
| ------ | ------- | ---- | ----------- | --- |
| 1      | 5015 kg | As°  | Guthirt     | «Ich bin der gute Hirt, die Schafe kennen mich, weil sie meine Stimme hören.»                                                    |
| 2      | 3612 kg | B°   | Joseph      | «Hl. Joseph, hilf uns zu einem unschuldigen Leben und sei unser mächtiger Schutzpatron im Sterben.»                              |
| 3      | 2015 kg | des' | Maria       | «Bei meinem Klange erinnere sich das Volk Mariens.»                                                                              |
| 4      | 1444 kg | es'  | Theresia    | «Was ich gewünscht, sehe ich, was ich gehofft, geniesse ich, im Himmel bin ich bei ihm, den ich auf Erden innigst geliebt habe.» |
| 5      | 1085 kg | f'   | Anna        | «Allmächtiger Gott, gewähre gütigst durch die Fürsprache der hl. Anna unseren Familien Deine Hilfe.»                             |
| 6      | 0636 kg | as'  | Schutzengel | «Ihre Engel schauen immer das Angesicht meines Vaters, der im Himmel ist.»                                                       |

### Konzeption der Kirche

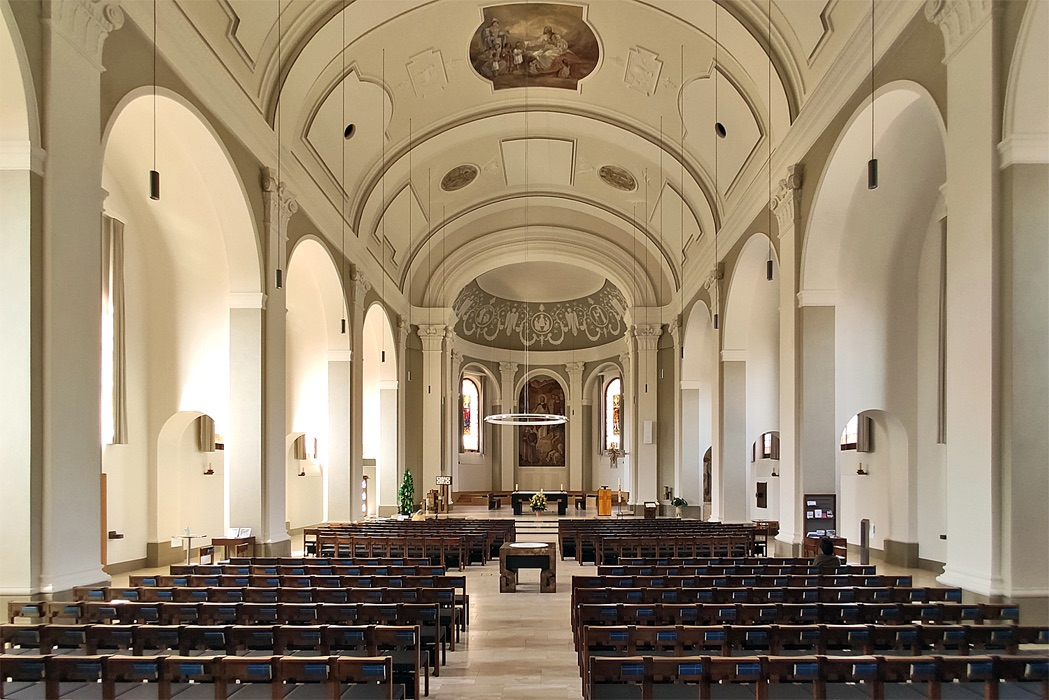
Blick durchs Schiff zum Chor

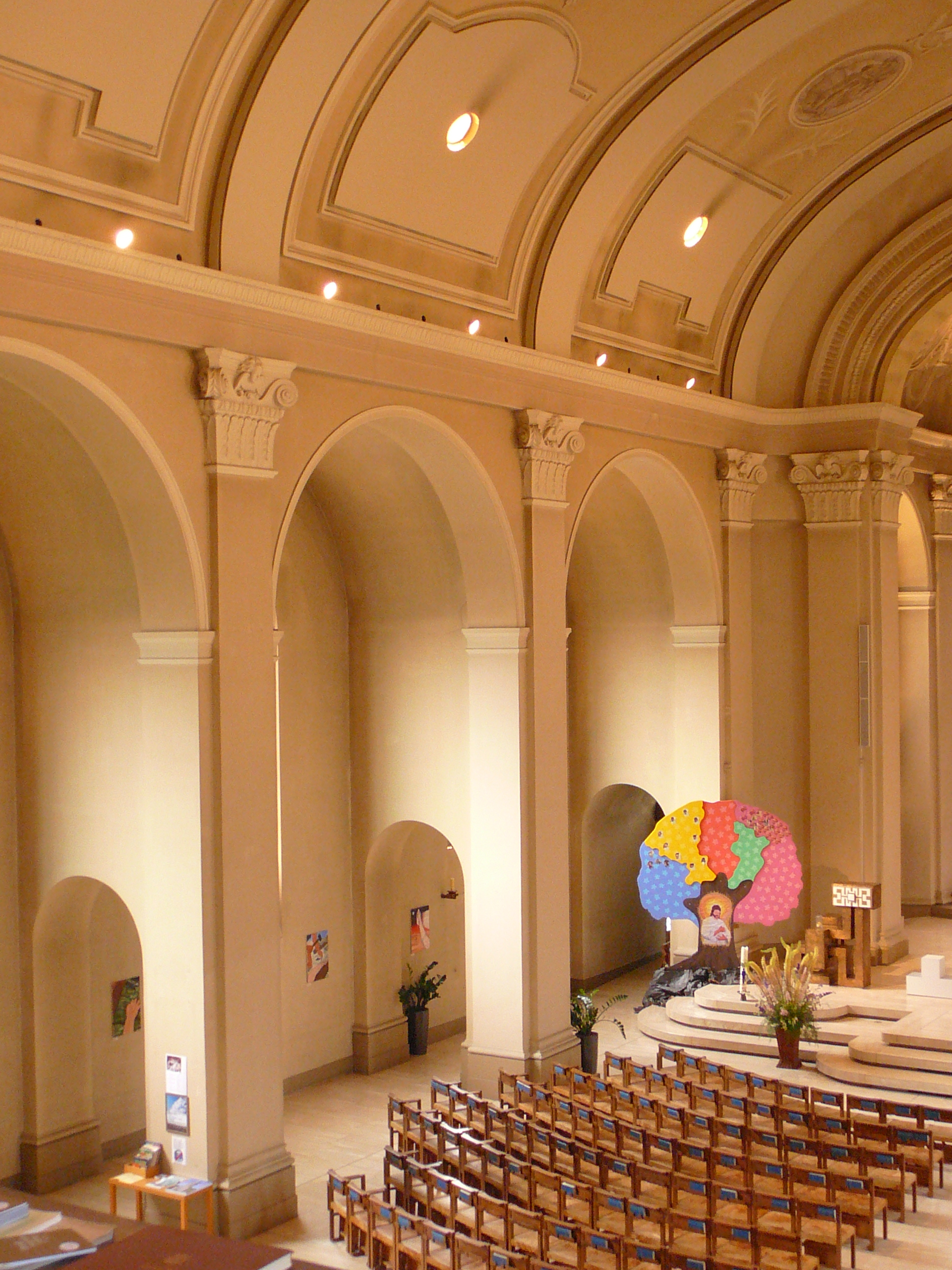
Guthirt, Innenansicht

„Die Kirche ist eines der Wahrzeichen Wipkingens und als solches konzipiert. Die Westfassade mit dem Mittelturm ist bewusst monumental gestaltet.“ Die Kirche ist ein Longitudinalbau mit einem Turm in der Hauptachse über dem Kirchenportal. Das dahinter liegende Kirchenschiff tritt im Vergleich zur Westfassade mit dem Kirchturm in seinen Dimensionen deutlich zurück und wurde schlicht gestaltet.
Die neuobarocke, sich dem Klassizismus nähernde Kirche bildet ein Pendant zur Josefskirche im Industriequartier. Anton Higi, der Architekt von Guthirt, war bei der Errichtung von der Kirche St. Josef in den Jahren 1912 bis 1914 als Bauleiter mitbeteiligt gewesen.
Vergleicht man die drei von Anton Higi in Zürich erbauten Kirchen Guthirt, Bruder Klaus und St. Martin, erkennt man, wie sich der Architekt von der Idee einer Kirche als Längsbau hin zu einer Kirche als Zentralbau bewegte. Hintergrund dieser Entwicklung ist die Forderung der Liturgischen Bewegung nach einer tätigen Teilnahme der Gläubigen an der Liturgie, was zur Folge hatte, dass die räumliche Trennung von Zelebranten und übriger Gottesdienstgemeinde aufgehoben werden sollte. Johannes von Acken forderte in diesem Zusammenhang: „Weitung des Hauptraumes, Verkürzung und Verbreiterung des Chores, Verzicht auf Säulen und Pfeiler, die den Blick hemmen.“

### Innenraum und künstlerische Ausstattung

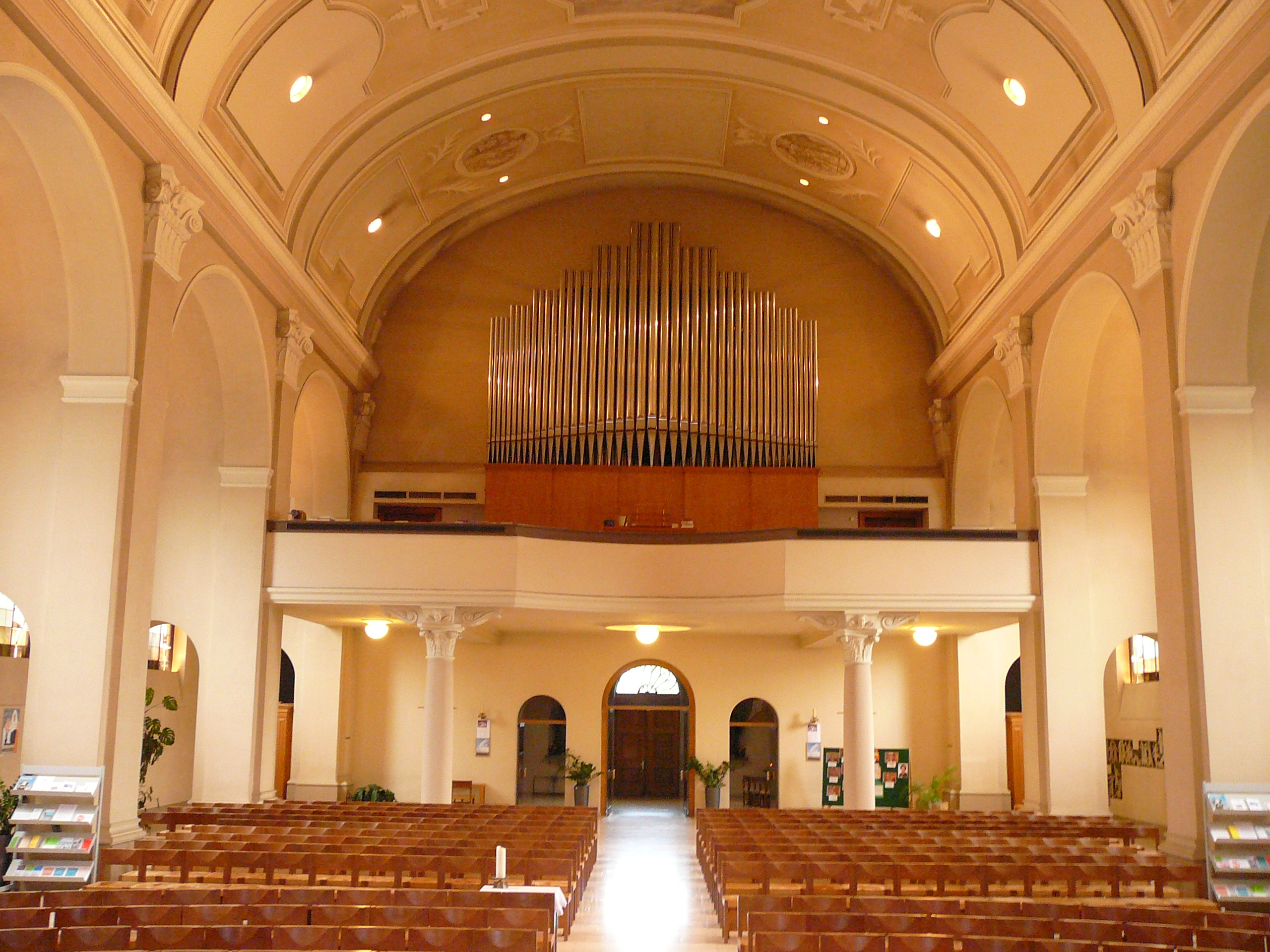
Blick zur Orgelempore

Hinter dem Hauptportal befindet sich im Kirchturm eine Vorhalle, das als quadratisches Atrium gestaltet wurde. Links und rechts vom Hauptportal wurden zwei Holzskulpturen angebracht, die den Heiligen Antonius und den Pfarrer von Ars darstellen. Auf der linken Seite der Vorhalle wurde eine Gebetsnische angefügt, die ursprünglich die Taufkapelle war. Ein Glasfenster, das 1977 nach einem Entwurf von Rudolf Mathys gestaltet wurde, erhellt die Gebetsnische. Vor diesem Fenster steht eine aus Holz geschnitzte Pietà. Gegenüber auf der rechten Seite der Vorhalle führt eine Treppe an einem weiteren von Rudolf Mathys gestalteten Fenster zur Krypta hinab. Geradeaus öffnet sich die Vorhalle mit einem rundbogigen Portal zur Kirche. Die Kapitelle in der Vorhalle zeigen altchristliche Symbole (Fisch, Taube, Anker, Lamm) und stammen vom Bildhauer Julius Schwyzer.
Der Kirchraum bildet ein Langrechteck, das sich aus fünf gleichlautenden Jochen zusammensetzt. Das Chor schliesst mit einer Korbbogen-Apsis und ist etwas eingezogen. Die Überleitung vom Kirchenschiff zum Chor geschieht durch eine Schweifung des Grundrisses, wie sie im 18. Jahrhundert von den Luzerner Baumeistern Jakob Singer und Niklaus Purtschert angewendet wurden. Die Joche im Hauptschiff werden durch eingezogene Streben getrennt, in die Durchgänge eingebrochen wurden, sodass an den Längsseiten schmale Seitenschiffe gebildet werden. Die Orgelempore befindet sich über dem Zugang von der Vorhalle zur Kirche und ruht auf zwei Säulen.
Das Kircheninnere wird von einer Längstonne im Hauptschiff und von niedrigeren Quertonnen von Strebe zu Strebe abgeschlossen. Die eingezogenen Streben sind mit Pilastern verkleidet, welche das wenig vorspringende Hauptgebälk tragen, das um Schiff und Chor herumgeführt wird. An der Chorwand sind Arkadenreihen als Nischen weitergeführt. Die Wölbung des Hauptschiffes wird durch Gurten gegliedert. Auf dem Gewölbe finden sich neben monochromen Darstellungen christlicher Symbole (Kranich, Lamm, Kelch, Fisch) zwei Gemälde mit der Darstellung der Bergpredigt und des Bibelworts «Lasset die Kinder zu mir kommen».
Grosse Bogenfenster lassen das Tageslicht in die Kirche fallen. Seit der Renovation von 1976/1977 zeigen die Glasfenster die Symbole der zwölf Apostel. Sie wurden nach einem Entwurf von Rudolf Mathys gestaltet. Die Fenster im Chor enthalten ältere Darstellungen von E. Schweri. Das linke Chorfenster zeigt St. Agnes, das rechte Johannes den Täufer.
Beim Bau der Kirche 1923 wurden bereits folgende künstlerischen Elemente eingebaut: Säulenkapitelle, Taufstein und weitere plastische Ornamente im Innenraum, welche vom Bildhauer Otto Münch gefertigt wurden.
In den Jahren nach der Einweihung wurde die Kirche weiter künstlerisch ausgestaltet. So folgten 1941 die Gemälde in der Taufkapelle von Robert Schiess. Zwei Skulpturen, die den Hl. Petrus und den Hl. Paulus darstellten, stammten von Payer und Wiplinger, Einsiedeln und wurden 1943 in der Kirche aufgestellt.
1942 erhielt die Kirche einen neuen Hochaltar sowie eine Kommunionbank. Im gleichen Jahr schuf August Wanner die Altarblätter für den Hoch- und für die Seitenaltäre. Auf dem Blatt für den Hochaltar wird der Gute Hirt gezeigt, auf dem Blatt für den linken Seitenaltar die Muttergottes mit dem Jesuskind, das Blatt für den rechten Seitenaltar stellte Josef bei der Arbeit als Schreiner dar; ihm hilft Jesus, der als Knabe dargestellt wurde.
Bei der Sanierung der Kirche 1976/1977 wurde auch der Innenraum mit der künstlerischen Ausstattung verändert. So wurden die Seitenaltäre abgebaut und vom Hochaltar blieb nur noch das Altarblatt mit der Darstellung des Guten Hirten, der umgeben von seiner Herde und von Menschen ist, erhalten. Der Altarraum wurde bei der Sanierung ins Kirchenschiff vorgezogen, sodass der Volksaltar, der Tabernakel und der Ambo nicht mehr im Chor stehen, sondern vor dem Übergang zum Chor im Hauptschiff. Die künstlerische Gestaltung von Altar, Ambo, Tabernakel, Taufbecken, Sedien, Kreuz, Kerzenständer und Apostelkreuze erfolgte durch den Künstler Eugène Renggli, Lucelle. Bei der Sanierung der Kirche wurde das Taufbecken im Jahr 2019 ins Längsschiff versetzt, wodurch räumlich verdeutlicht wird, dass jedes Taufkind in die Gemeinschaft der Gläubigen aufgenommen wird.

### Hauptorgel

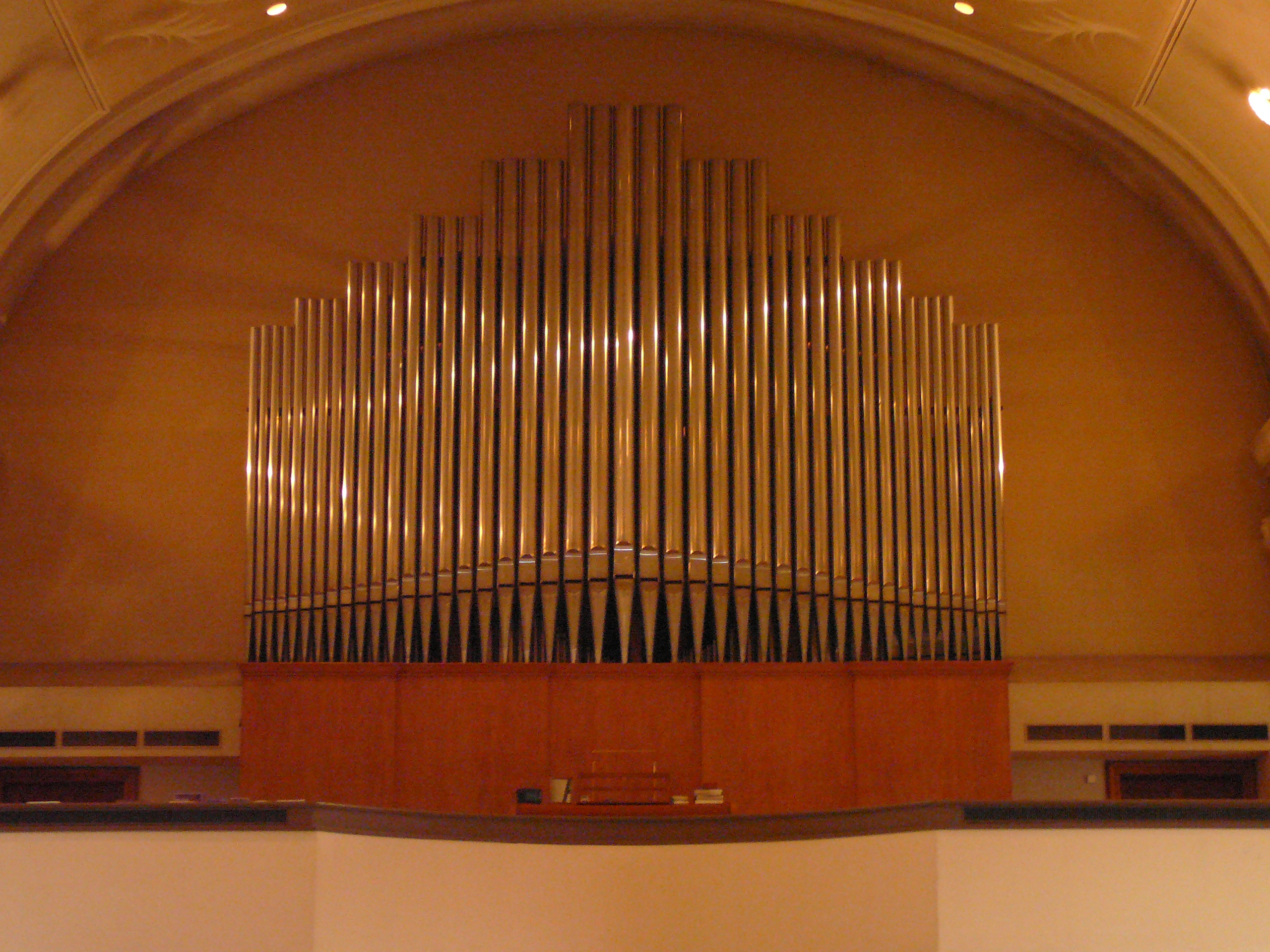
Die Kuhn-Orgel von 1931

Das Instrument wurde 1931 von der Firma Orgelbau Th. Kuhn, Männedorf, erbaut. Fachexperte war Pater Stephan Koller OSB, der sich in der Schweiz massgeblich für die sich seit den 1920er-Jahren im deutschen Kulturraum etablierende Orgelreform einsetzte. 1935 erfolgten einige kleine Retuschen zur Erhöhung der Klangstärke (u. a. Einbau einer neuen Trompette harmonique 8' im III. Manual und einer Superoktavkoppel III-I). 1977 nahm Hubert Senn, Unterengstringen, im Zuge einer Reinigung minime Änderungen im Sinne der Neobarockbewegung der 1960er- und 1970er-Jahre vor (u. a. Ersatz der Zimbel im Hauptwerk), die aber von der Erbauerfirma 1996/97 weitgehend korrigiert wurden. Seither verfügt das III. Manual als Ersatz einer ursprünglichen Quintaden 4' über eine Voix céleste 8'. Bemerkenswerterweise blieb während der genannten Revisionen die Technik von 1931 mehr oder weniger unangetastet; es handelt sich um ein zuverlässiges elektropneumatisches Spiel- und Registertraktursystem inklusive einer Setzeranlage à l'américaine. Das Instrument – Zürichs erstes mit elektrischer Traktur – präsentiert sich heute klanglich und technisch nahezu im Originalzustand und besitzt Denkmalwert.
| I Manual C–g3  |      |
| Prinzipal      | 16′  |
| Prinzipal      | 8′   |
| Hohlflöte      | 8′   |
| Gedackt        | 8′   |
| Gemshorn       | 8′   |
| Oktave         | 4′   |
| Rohrflöte      | 4′   |
| Rauschflöte    | 2/3′ |
| Octave         | 2′   |
| Mixtur VI–VIII | 2′   |
| Zimbel III     | 1/2′ |
| Trompete       | 8′   |
| Clairon        | 4′   |

| II Manual (schwellbar) C–g3 |      |
| Metallflöte                 | 8′   |
| Quintade                    | 8′   |
| Viol                        | 8′   |
| Gedackt                     | 8′   |
| Prinzipal                   | 4′   |
| Nachthorn                   | 4′   |
| Dulciana                    | 4′   |
| Nazard                      | 2/3′ |
| Gemshorn                    | 2′   |
| Quinte (Auszug)             | 1/3  |
| Octave (Auszug)             | 1    |
| Rauschquinten III           |      |
| Scharf IV–VI                |      |
| Krummhorn                   | 8′   |
| Tremulant                   |      |

| III Manual (schwellbar) C–g3    |       |
| Gedackt                         | 16′   |
| Ital. Prinzipal                 | 8′    |
| Rohrflöte                       | 8′    |
| Spitzgedackt                    | 8′    |
| Echogambe                       | 8′    |
| Voix céleste (von 1996/1997)    | 8′    |
| Oktave                          | 4′    |
| Blockflöte                      | 4′    |
| Nachthorn                       | 2′    |
| Hohlquinte                      | 2/3′  |
| Terz                            | 13/5′ |
| Sifflöte                        | 1′    |
| Mixtur VII                      | 1/3′  |
| Fagott                          | 16'   |
| Trompette harmonique (von 1935) | 8′    |
| Clairon (z. T. von 1935)        | 4′    |
| Tremulant                       |       |

| Pedal C–f1                     |       |
| Prinzipal                      | 16′   |
| Subbass                        | 16′   |
| Flötbass                       | 16′   |
| Echobass (aus III)             | 16′   |
| Oktave                         | 8′    |
| Gedackt                        | 8′    |
| Streichbass (aus III)          | 8′    |
| Spitzquinte                    | 51/3′ |
| Choralbass                     | 4′    |
| Nachthorn                      | 4     |
| Rauschbass V                   | 4′    |
| Waldflöte                      | 2     |
| Bombarde                       | 16′   |
| Fagott (aus III)               | 16′   |
| Trompette harmonique (aus III) | 8′    |
| Clairon (aus III)              | 4′    |

- Elektropneumatische Taschenladen
- Normalkoppeln, Crescendo, zahlreiche Spielhilfen und Absteller,
- seit 1935 Superoktavkoppel III-I (nicht ausgebaut)
- Setzeranlage mit 5 freien General- und 3 freien Pedalkombinationen

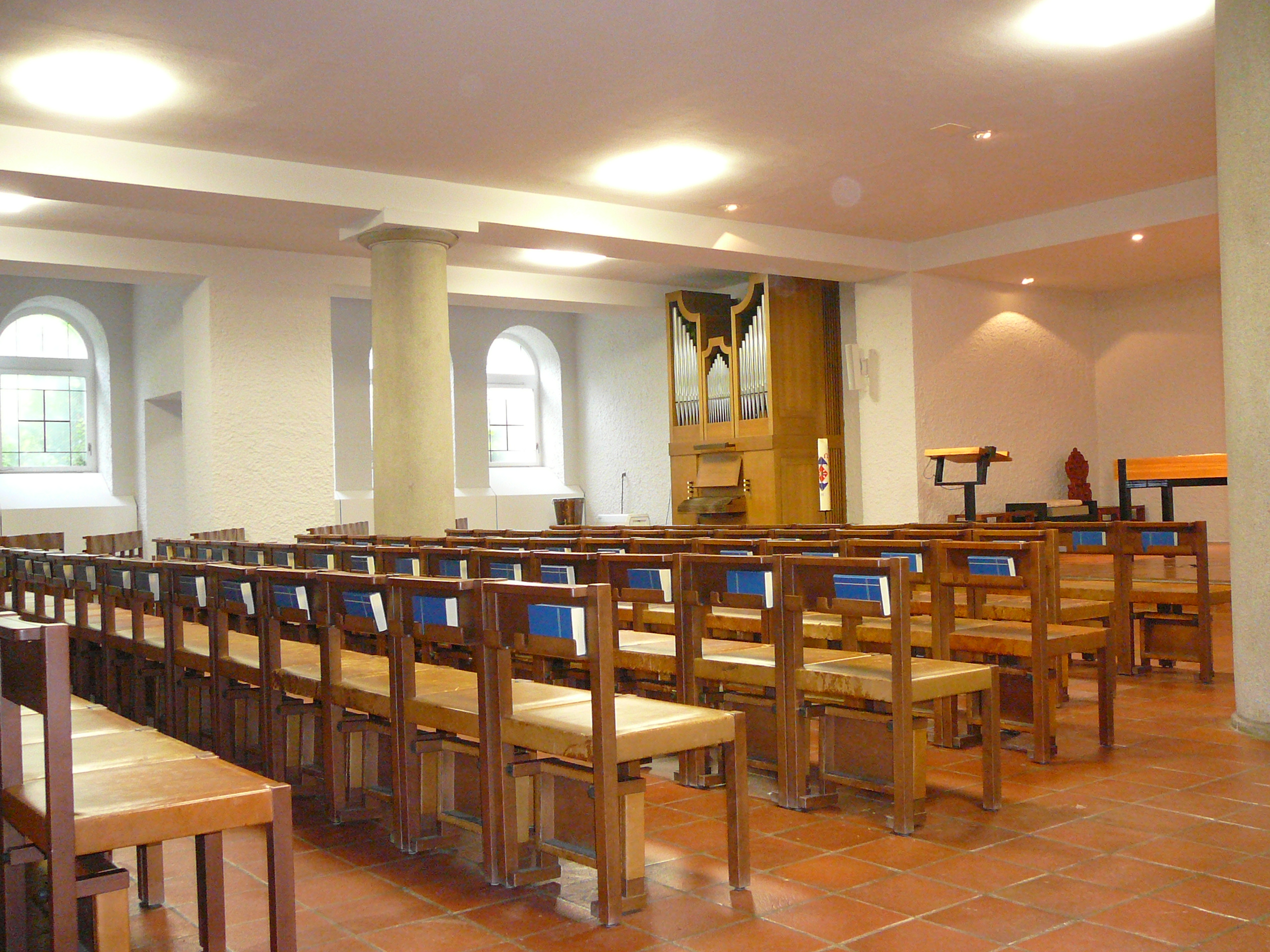
Die Krypta

### Krypta
Die Krypta bietet 100 Personen Platz und zeigt sich seit der Sanierung im Jahr 1976/1977 als schlichter Gottesdienstraum. Neben dem Altarraum befindet sich eine Muttergottesfigur samt Jesuskind. Die Glasfenster, welche von E. Schweri gestaltet wurden, zeigen den Bruder Klaus, die Hl. Margareta, den Hl. Vinzenz von Paul und die Hl. Elisabeth. Die Darstellung des Antonius aus dem ehemaligen Glasfenster der Oberkirche wurde auf einem beleuchteten Kasten angebracht und rechts vom Eingang der Krypta aufgehängt. 
Anlässlich der Sanierung der Kirche in den Jahren 2018–2019 wurde auch die Krypta neugestaltet. Den hierzu ausgeschriebenen Wettbewerb konnten Fontana & Fontana aus Rapperswil mit ihrem Gesamtkonzept für die Raumgestaltung für sich entscheiden. Für die Chorwand schufen Silvia Jencinella und Stefano Toria von Musiv'Arte (heute MosArtek) ein Mosaik, das ein schmales, langschenkliges Kreuz ausformt, in dessen Zentrum eine Hostie zu erkennen ist. Das neue liturgische Mobiliar der Krypta schuf Georg Fontana, wobei der Tabernakel von Eugène Renggli aus dem Jahr 1977 erhalten blieb.

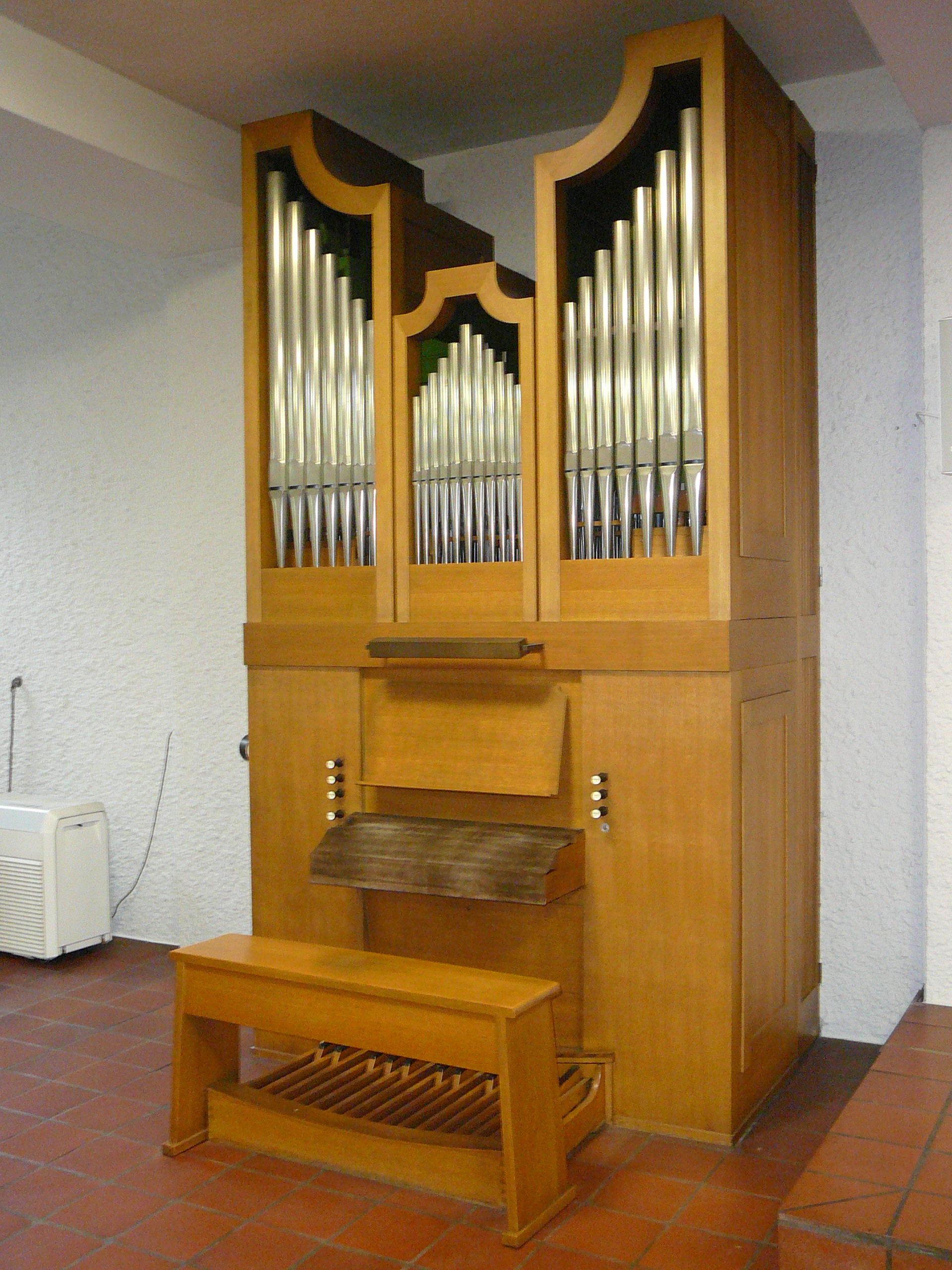
Die Mathis-Orgel in der Krypta

#### Orgel
Die Orgel in der Krypta stammt von der Orgelbaufirma Mathis, Näfels, und wurde 1978 gebaut. Das Schleifladen-Instrument mit mechanischer Spiel- und Registertraktur hat folgende Disposition:
| I Hauptwerk   |    |
| Rohrflöte     | 8′ |
| Principal     | 4′ |
| Mixtur II–III | 1′ |

| II Positiv |    |
| Gedackt    | 8′ |
| Flöte      | 4′ |
| Principal  | 2′ |

| Pedal C–d1 |     |
| Subbass    | 16′ |
| Untersatz  | 8′  |

- Koppeln: II/I, I/P (als Tritte)